# Бањалучко студентско позориште
Бањалучко студентско позориште је студентско позориште, које окупља младе глумце, студенте свих факултета Универзитета у Бањој Луци. Основано је 19. фебруара 1977. године, првом пробом и аудицијом на "Електортехничком факултету" у Бањој Луци у учионици број 14, две године након оснивања Универзитета. Умјетнички руководилац данашњег Бањалучког Студентског позоришта је глумац и драматург Горан Јокић.

## Историја
31. маја 1977. године одиграна је прва студентска представа у граду на Врбасу. Тада је пред бањалучку публику на позорници Банског двора изашло 28 студената и одиграло представу "Молим партију да ме прими у своје редове". На позоришној и културној сцени Бање Луке то вече настало је Студентско позориште, око кога су се окупљали студенти Универзитета у Бањој Луци, средњошколци, као и остали заљубљеници у позоришну умјетност. Више стотина студената и средњошколаца прошло је кроз Студентско позориште, од којих су неки, заљубљени у позоришну умјетност, заувијек остали на позоришним даскама као професионални глумци и редитељи: Раденка Шева, Драгослав Медојевић-Меша, Горан Јокић, Љиљана Чекић, Марио Лукајић, Небојша Зубовић, Давор Јурешко, Борис Стојановић, Мухамед Бахоњић, Лука Пиљагић, Февзија Решић, Јована Мирковић, Ведрана Мачковић Зубовић, Дамир Мађарић, Драган Бањац, Александар Бланић, Жељко Милићевић, Душко Лончар, Александар Пејаковић и др. Неки су отишли у медије блиске сцени: Предраг Ћурковић, Санда Десница, Никола Марић, Аида Халиловић, Дијана Грбић, Златко Лукић, Љиљана Лабовић, Небојша Шурлан итд. Са члановима Студентског позоришта радили су најбољи глумци и редитељи: Живомир Личанин - Ликота, Луцијан Латингер, Иштван Габор, Златко Феликс - Прегл, Чедомир Нинковић, Златко Мартинчевић, Сеад Ђулић уводећи их у тајне позоришног заната, док су као умјетнички руководиоци и асистенти послије Ликоте били ангажовани: Бахрудин Авдагић, Луцијан Латингер, Борис Пржуљ, Предраг Ћурковић, Никола Јурин, Горан Јокић, Ведрана Јокић, Раденка Шева, Жељко Стјепановић, Бранко Брђанин Бајовић, Драган Бањац, Александар Пејаковић. Дугогодишњи професионални технички секретар (менаџер, организатор, продуцент) био је дипломирани правник Бранко Бојат, који је на професионалну функцију у Студентском позоришту, а касније у УКУД-у „Ивица Мажар“ ступио 1978. године.

## Репертоар
Непроцјењив је значај постојања и рада Студентког позоришта и допринос културном животу Бањe Луке у протеклих година. У досадашњем раду на сцени је изведенo 78 премијерa: Молим партију да ме прими у своје редове, „Ариф Тамбурија“, „Аналфабета“, "Светски рат", „О штетности духана“, "Просидба", „Ма дара“, „Људи ко возови“, „Маргарета“, „Црвени кестен“, „Добро јутро лопови“, „Змај“, „Дјеца ноћи“, „Удадба“, „Лу лига“, „Под старост“, „Аквариј“, „Шумски цар“, „На пучини“, „Заједнички стан“, „Fila Argentea“, „Змај“, „Хамлет студира глуму“,„Ћелава пјевачица“, „Мушица“, „Догодине у исто вријеме“, „Лекција“, „Виктор или Дан младости '88“, "Срећа на лакту", „Одумирање међеда“, "Виктор или Дан младости", „Macbeth“, „Такво вам је стање ствари", „Чудо у Шаргану“, „Кинолошка фарса“, "Ћелава пјевачица", "Завера или дуго праскозорје", "Самоубица“, „Сапуница“, "LIFE", "Сутра је испит", "Класни непријатељ", "Точак", "Цркнута винска мушица", "Аудијенција", "Говоримо српски", " The Rocky horror show", "Ја или неко други", "Мушица", "Пуна линија", "Мусака", "Крвави брак", "Оне су хтеле нешто сасвим друго", "Човјек који се смијао", "Backstage", "Враћам се за накасте", "Ја као гола", "Дуга је ноћ", "Поштено или на превару?", "Исповијест", "Ретроспектива", „Реквијем за љубав“, "Језик је та вода", "Кад порастем бићу лутка", "DublinG", "Datebook", "Лудница", "Вољени", "Amy Winehouse", "Маргарета", "Дванаест звјездица", „Коме треба зелена беба“, "Сиве фигуре", „Гарави сокак“, „Портрет лирског ратника“, „Аудиција“, "Немир", "Mamma mia".

## Галерија
- Сцена
- Предулаз
- Поглед из Господске ул.